# Xã Richland, Quận Brule, Nam Dakota
Xã Richland (tiếng Anh: Richland Township) là một xã thuộc quận Brule, tiểu bang Nam Dakota, Hoa Kỳ. Năm 2010, dân số của xã này là 64 người.